# Sphaerophoria insignita
Sphaerophoria insignita är en tvåvingeart som beskrevs av Zetterstedt 1859. Sphaerophoria insignita ingår i släktet sländblomflugor, och familjen blomflugor.
Artens utbredningsområde är Sverige. Inga underarter finns listade i Catalogue of Life.